# Puchar Australii i Nowej Zelandii w narciarstwie alpejskim 2017
Sezon 2017 Pucharu Australii i Nowej Zelandii w narciarstwie alpejskim rozpoczął się 21 sierpnia w australijskim Thredbo. Ostatnie zawody z tego cyklu zostały rozegrane 6 września 2017 roku w nowozelandzkim Mount Hutt. Rozegranych zostało 10 konkursów dla kobiet i 10 konkursów dla mężczyzn.

## Puchar Australii i Nowej Zelandii w narciarstwie alpejskim kobiet
Wśród kobiet pucharu Australii i Nowej Zelandii z sezonu 2016 broniła Australijka Greta Small. Tym razem najlepsza okazała się Sara Hector ze Szwecji.
W poszczególnych klasyfikacjach tryumfowały: 
- slalom:  Sara Hector
- gigant:  Sara Hector

## Puchar Australii i Nowej Zelandii w narciarstwie alpejskim mężczyzn
Wśród mężczyzn pucharu Australii i Nowej Zelandii z sezonu 2016 bronił Nowozelandczyk Willis Feasey. Tym razem najlepszy okazał się Czech Kryštof Krýzl.
W poszczególnych klasyfikacjach tryumfowali:
- slalom:  Linus Straßer
- gigant:  Andreas Žampa